# Marème N'Diaye
Pour les articles homonymes, voir N'Diaye.

Marème N'Diaye est une actrice de cinéma franco-sénégalaise.

## Biographie
Marème N'Diaye fait des études dans l'hôtellerie (BTS en hôtellerie restauration et master en gestion hôtelier) puis travaille dans ce secteur pendant dix ans avant de s'orienter vers une carrière d'actrice en 2014. Sa carrière cinématographique est marquée par le court métrage Maman(s) de Maïmouna Doucouré, qui obtient le César du meilleur court métrage en 2017, puis par son rôle secondaire dans Amin (2018) de Philippe Faucon présenté lors de la Quinzaine des réalisateurs du Festival de Cannes,.
En 2020, elle interprète son premier grand rôle principal, remarqué, de la série télévisée Black and White.

## Filmographie

### Cinéma
- 2013 : Ma poule (court métrage) d'Alex Guéry – Constance Meyer
- 2015 : Maman(s) (court métrage) de Maïmouna Doucouré – Rama
- 2018 : Amin de Philippe Faucon – Aïcha
- 2021 : À plein temps d'Éric Gravel – Inès
- 2021 : Baby Blues (court métrage) de Mamadou Socrate Diop

### Télévision
- 2014 : L'Homme de la situation (série télévisée, épisode L'As du Palace) de Didier Bivel
- 2019 : Les Sauvages (saison 1, épisodes 2, 3 et 4) de Rebecca Zlotowski et Sabri Louatah – Docteur Castro
- 2020 : Black and White (mini-série) de Moussa Sène Absa – Fari Ciss

## Théâtre
- 2003 : Bouli Miro, mise en scène de Patrice Douche, Théâtre des Jeunes Années, Lyon

## Distinctions

### Jury de festival
- Membre du Prix de la citoyenneté lors du Festival de Cannes 2019[2]
- Festival international du film francophone de Namur 2019[2]